# Presidente João Goulart (Santa Maria)
Presidente João Goulart (pronunciación portuguesa: [prezid'ëti Jo'äw g'ul'arti], ‘João Goulart’, presidente brasileño) es un barrio del distrito de Sede, en el municipio de Santa Maria, en el estado brasileño de Río Grande del Sur. Está situado en el nordeste de Santa Maria.

## Villas
El barrio contiene las siguientes villas: João Goulart, Vila Fredolina, Vila Nova, Vila Operária, Vila Schirmer.
| Noroeste: Itararé Menino Jesus    | Norte: Itararé / Campestre do Menino Deus | Nordeste: Campestre do Menino Deus Km 3 |
| Oeste: Menino Jesus               |                                           | Este: Km 3                              |
| Suroeste: Nossa Senhora das Dores | Sur: Nossa Senhora das Dores / Km 3       | Sureste: Km 3                           |